# Hermann Weber (Politiker, 1851)

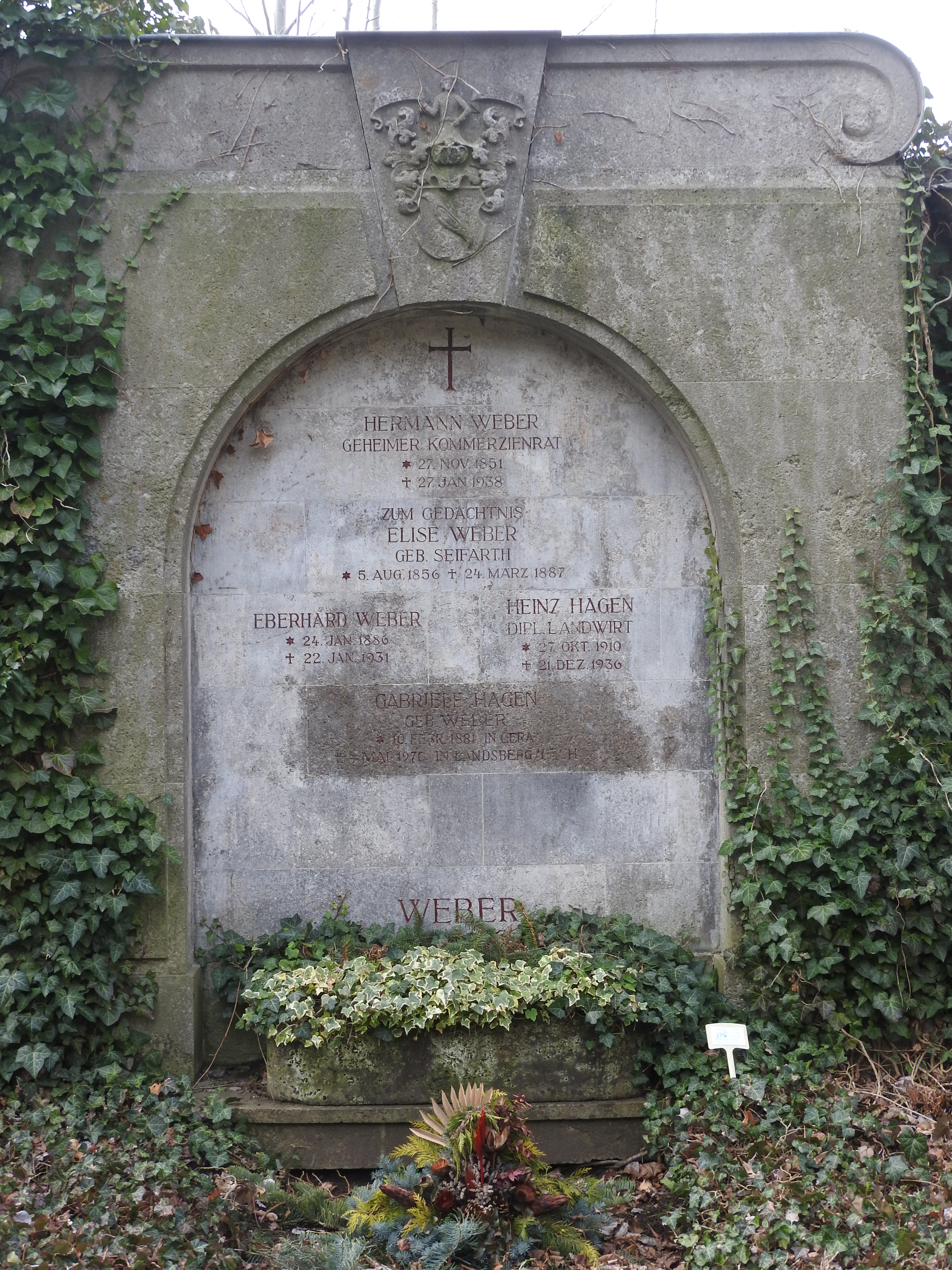
Familiengrab Hermann Webers auf dem Südfriedhof in Gera

Hermann Ernst Alfred Weber (* 27. November 1851 in Gera; † 27. Januar 1938 ebenda) war ein deutscher Unternehmer, Handelskammerpräsident und Abgeordneter.

## Familie
Weber war der Sohn des Unternehmers, Handelskammerpräsidenten und Abgeordneten Alfred Weber und dessen Ehefrau Sophie Charlotte geborene Conradi. Er war evangelisch-lutherischer Konfession und heiratete am 9. Mai 1878 in Gera Clara Elise Seifarth (* 5. August 1856 in Gera; † 24. März 1887 ebenda), die Tochter des Landrats Hermann Seifarth. Aus der Ehe gingen vier Kinder hervor. Sein Onkel Philipp Mayer war ebenfalls Landtagsabgeordneter.

## Leben
Weber machte eine kaufmännische Lehre an der Webschule in Mülheim und einer Bank in London. 1880 bis 1881 diente er als Einjährig-Freiwilliger. Am 7. Mai 1878 hatte er die Bürgerrechte in Gera erworben und wurde am 1. Januar 1881 (zusammen mit seinem Bruder Alfred und dem Kaufmann August Heye) Teilhaber des väterlichen Unternehmens „Fa. Ernst Weber“, einer Wollwarenfabrik.
1887 wurde er in die Handelskammer Gera gewählt, 1890 bis 1923 stand er dieser als Handelskammerpräsident vor. Daneben war Teilnehmer der Mitgliederversammlung der Gothaer Feuerversicherungsbank, er nichtständiges Mitglied im Reichsversicherungsamt und 1897 bis 1905 Honorarkonsul von Ecuador in Gera.
Im Ersten Weltkrieg wurde er als Reserveoffizier eingezogen und diente zunächst in Gera und dann 9 Monate lang in Kurland.

## Politik
Politisch vertrat er zunächst konservative und ab 1912 nationalliberale Positionen. Er war Mitglied des Gemeinderates in Gera und dort zeitweise Stellvertreter des Gemeinderatsvorsitzenden. Von 1995 bis zum 12. Februar 1919 gehörte er dem Landtag Reuß jüngerer Linie an. Vom 6. Dezember 1912 bis zum 27. November 1913 war er Vizepräsident, vom 28. Januar 1914 bis zum 12. Februar 1919 Präsident des Landtags. Ab 1914 war er auch Alterspräsident.

## Auszeichnungen
- Fürstliches Ehrenkreuz II. Klasse (1899)
- Krone zum Fürstlichen Ehrenkreuz II. Klasse (1911)
- Offizierkreuz des Fürstlichen Ehrenkreuz (1917)
- Krone zum Offizierkreuz des Fürstlichen Ehrenkreuz II. Klasse (1913)
- Kommerzienrat (1892)
- geheimer Kommerzienrat (1909)
- Ritterkreuz 1. Klasse des königlich sächsischen Albrechtsordens (1888)
- Ehrenmitglied der Handelskammer Gera (1931)
- Großherzoglich Mecklenburgisches Ehrenkreuz des Hausordens der Wendischen Krone (1917)